# Poliacetilè
El poliacetilè és un polímer format per la unió d'un nombre variable de molècules d'acetilè.

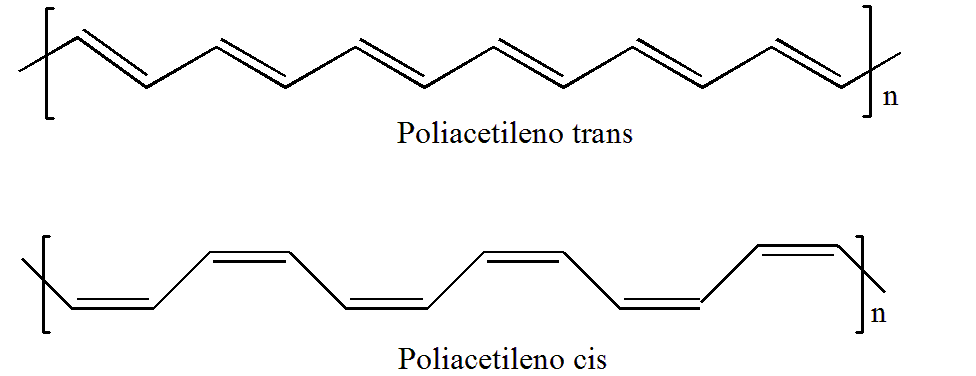
Dos isòmers del poliacetilè

El poliacetilè és una macromolècula amb dobles enllaços conjugats, el que fa que la substància sigui semiconductora. Adequadament dopada, es pot aconseguir que sigui un polímer conductor. L'isòmer trans és de l'ordre de {\displaystyle 10^{4}} vegades més conductor que l'isòmer cis.
Un dels usos d'aquest polímer és l'absorció de la radiació electromagnètica, per la qual cosa una de les seves aplicacions tradicionals ha estat la de formar part del fuselatge dels avions militars per tal d'absorbir la radiació provinent dels radars i no ser detectats.